# Kishwar Desai
Pour les articles homonymes, voir Desai.
Kishwar Desai, née en 1956 à Ambala, dans l'état du Pendjab, en Inde, est une écrivaine, journaliste et romancière indienne. 
Ses romans drôles et pamphlétaires sont essentiellement consacrés à la condition des femmes en Inde. Son premier roman, Témoin de la nuit, a été traduit en plus de 25 langues, et a reçu plusieurs récompenses dont le Prix Costa du premier roman.
Avant d'être romancière, elle a été journaliste.

## Biographie
Elle est née le 1er décembre 1956, à Ambala, dans l'état du Pendjab. Fille de Padam et Rajini Rosha, elle grandit à Chandigarh, où son père est longtemps à la tête de la police du Penjab. Elle est diplômée en économie en 1977
Elle se marie une première fois, sous le nom de Kishwar Ahluwalia, et a deux enfants. Elle se remarie en 2004 avec le baron Meghnad Desai, membre de la Chambre des lords et économiste britannique d'origine indienne. Ils résident à Londres, Delhi et Goa.
Après avoir été journaliste, elle se consacre à l'écriture de polars assez drôles et pamphlétaires, bien que consacrés à des thèmes souvent dramatiques. avec comme personnage central récurrent une travailleuse sociale célibataire et délurée..
Son premier roman, Témoin de la nuit, un roman policier, est traduit en plus de 25 langues. Il y décrit et critique la condition des femmes en Inde. Ce roman policier reçoit plusieurs récompenses dont le Prix Costa du premier roman,. En juin 2012, un autre polar, Les Origines de l'amour, est également bien accueilli par la critique des pays anglo-saxons. Il traite de la gestation pour autrui (GPA). Il est publié en France en 2014. Son dernier roman, La Mer d'innocence est paru en Inde en 2014.

## Principales publications
- Darlingji: The True Love Story of Nargis and Sunil Dutt, HarperCollins India, 2007, 456 p.  (ISBN 978-8172236977)
- Témoin de la nuit (Witness the Night), Éditions de l'Aube, 2012, 283 p.  (ISBN 978-2815910965)
- Les Origines de l'amour (Origins of Love), Éditions de l'Aube, 2014, 541 p.  (ISBN 978-2815911245)
- La Mer d'innocence (The Sea of Innocence), Éditions de l'Aube, 2013, 333 p.  (ISBN 978-2815910873)